# Vercourt
Vercourt es una comuna francesa situada en el departamento de Somme, en la región de Alta Francia.

## Demografía
| 142 | 119 | 108 | 90 | 82 | 85 | 96 |
| Para los censos de 1962 a 1999 la población legal corresponde a la población sin duplicidades (Fuente: INSEE [Consultar]) |     |     |    |    |    |    |